# 愛知県道437号作手清岳新城線
愛知県道437号作手清岳新城線（あいちけんどう437ごう つくできよおかしんしろせん）は、愛知県新城市を通る一般県道である。旧作手村域を起点とするが、旧来の新城市域である片山地内の山腹南斜面で未開通区間が存在する。

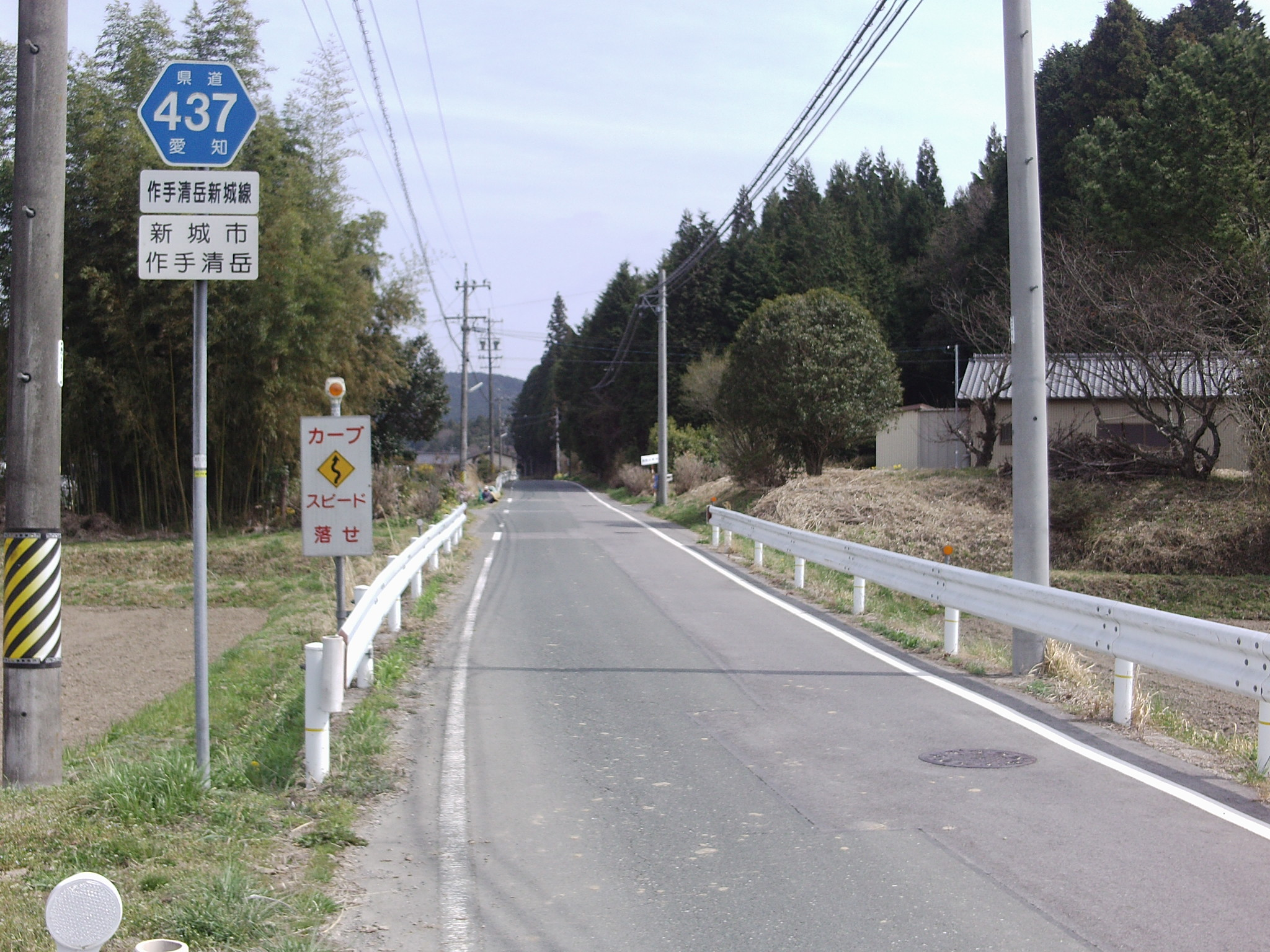
起点の作手清岳。起点側は狭いながらも県道として自動車が通行できる程度には開通している。

## 概要

### 路線データ
- 起点：愛知県新城市作手清岳
- 終点：愛知県新城市城北
- 現道延長
  - 新城市作手清岳 - 新城市片山：約13.2km
  - 新城市片山 - 新城市城北3-1：約2.9km

未開通区間は直線距離にして僅か約1kmだが急斜面。2023年現在は起点から12.0kmの新城スカイパーク入口：金栗峠以南が通行止めとなっている。

## 沿革
- 1959年12月15日 一般県道清岳新城線として認定
- 2007年4月1日 作手清岳新城線に改称

## 通過する自治体
- 愛知県
  - 新城市

## 交差・接続する道路
- 国道301号（新城市作手清岳：丁字分岐）
- 愛知県道435号作手保永海老線（新城市作手杉平字本郷で重複）
- 林道和田田代線（新城市作手田代）

（この間に未開通区間あり）
- 愛知県道21号豊川新城線（新城市片山：県道21号側が食い違い交差）
- 国道151号（新城警察署南交差点：交差）
- 愛知県道439号能登瀬新城線（同上：直進）

## 沿線
- 釜蓋峠（標高600m）
- 新城市立協和小学校（2013年3月閉校）
- 田代峠（標高470m）
- 新城スカイパーク（ハンググライダー・パラグライダーの出発点）
- 金栗峠（または雁峰峠：標高572m）
- 新城警察署

## 別名
- 中町通り（新城市中心部の区間）